# 血債血償 (電影)
《血債血償》（英語：Blood Out）是一部於2011年美國動作驚悚片，由Jason Hewitt執導，路克·高斯主演，本片同時也是Hewitt的導演處女作。美國於2011年4月26日以DVD首映方式發行。

## 劇情
故事敘述一名小鎮警察起初拒絕調查朋友的黑幫組織謀殺案件，但其友卻混入幫派當臥底，使得一場腥風血雨即將喚起...。

## 發行
《血債血償》於2011年4月26日在美國發行DVD和藍光碟。

## 外部連結
- 互联网电影数据库（IMDb）上《Blood Out》的资料（英文）
- Podcast interview with Jason Hewitt